# Boulleret
Boulleret är en kommun i departementet Cher i regionen Centre-Val de Loire i de centrala delarna av Frankrike. Kommunen ligger  i kantonen Léré som tillhör arrondissementet Bourges. År 2022 hade Boulleret 1 389 invånare.

## Befolkningsutveckling
Antalet invånare i kommunen Boulleret
Referens:INSEE

## Sevärdheter
- Château de Buranlure